# David Petraeus
David Howell Petraeus AO (pronunție AFI, |p|ɨ|ˈ|t|r|eɪ|.|ə|s); născut la 7 noiembrie 1952) este un general și fost oficial american. Petraeus a fost directorul Agenției Centrale de Informații a Statelor Unite de la data de 6 septembrie 2011  până la data de 9 noiembrie 2012, când și-a dat demisia din funcție.
Înainte de a fi fost numit direct al CIA, Petraeus a fost general de armată, care fusese activ în United States Army (Armata Statelor Unite ale Americii)pentru o perioadă de peste 37 de ani. Ultimele sale funcții în Armata de uscat a Statelor Unite fuseseră cea de comandant al Forțelor internaționale de asigurare a securității (cunoscute ca International Security Assistance Force sau sub acronimul de ISAF și cea de Comandant al forțelor Statelor Unite din Afganistan (Commander of the U.S. Forces Afghanistan, acronim USFOR-A) între 4 iulie 2010 și 18 iulie 2011.
Petraeus a declarat în mod repetat că nu are nici un fel de ambiții politice.

## Viață timpurie și familie
David Petraeus s-a născut în localitatea Cornwall-on-Hudson din statul New York, fiul lui Miriam (născută Howell), bibliotecară și Sixtus Petraeus, un căpitan de vas, de origine friziană  din Franeker, Țările de Jos. Mama sa fusese americană, originară din Brooklyn, New York. Tatăl său s-a refugiat în Statele Unite din Țările de Jos la începutul celui de-al doilea război mondial. Miriam și Sixtus s-au cunoscut la Seamen's Church Institute of New York and New Jersey și s-au căsătorit. Sixtus Petraeus a comandat un vas de tip Liberty pentru Statele Unite în timpul celui de-al doilea război mondial. După război, familia s-a stabilit Cornwall-on-Hudson, unde David Petraeus a crescut și a terminat liceul (numit Cornwall Central High School în 1970.

## Educație
Petraeus a absolvit United States Military Academy, cu o diplomă de Bachelor în Știință, în anul 1974, având simultan și gradul de sublocotenent. A absolvit ca unul dintre cei mai buni cadeți ai generației sale, fiind plasat între cei 5% din vârf. Coleg de generație cu el erau alți trei generali de armată de azi, Martin Dempsey, Walter L. Sharp și Keith B. Alexander. He was the General George C. Marshall Award winner as the top graduate of the U.S. Army Command and General Staff College class of 1983. He subsequently earned an M.P.A. in 1985 and a Ph.D. degree in International Relations in 1987 from the Woodrow Wilson School of Public and International Affairs at Princeton University. He later served as Assistant Professor of International Relations at the United States Military Academy and also completed a fellowship at Georgetown University.

### Divizia 101 Aeropurtată (The 101st Airborne Division)

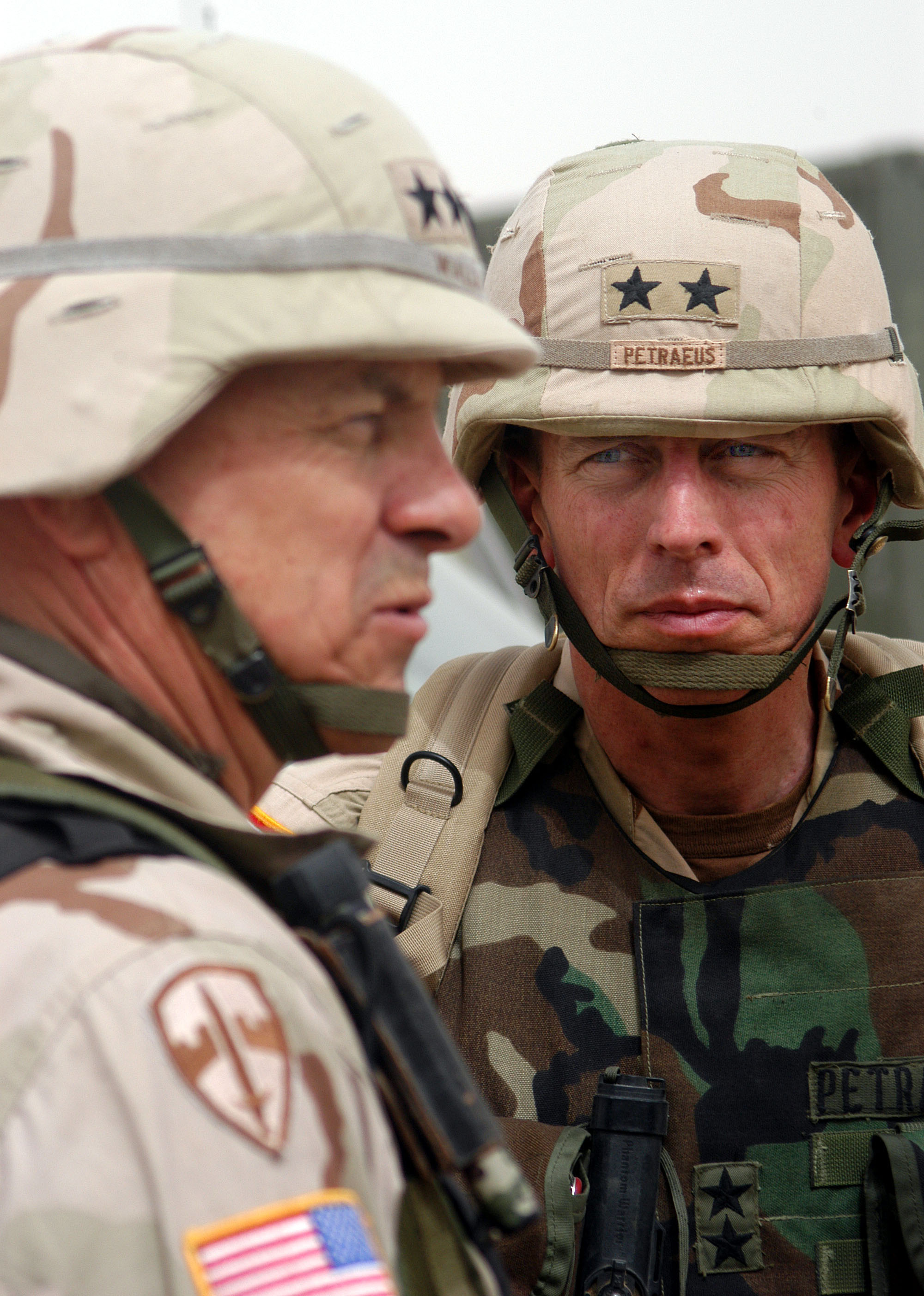
Maj. Gen. David H. Petraeus (right), commanding general, 101st Airborne Division (Air Assault), looks on as Lt. Gen. William S. Wallace, V Corps commanding general speaks to soldiers, 21 martie 2003, Kuwait.

## Datele schimbărilor gradelor militare
| Grad militar       | Dată |
| ------------------ | ---- |
| Sublocotenent      | 1974 |
| Locotenent         | 1976 |
| Căpitan            | 1978 |
| Maior              | 1985 |
| Locotenent-colonel | 1991 |
| Colonel            | 1995 |
| General de brigadă | 2000 |
| General-maior      | 2003 |
| General-locotenent | 2004 |
| General            | 2007 |

## Retragere din Armata Statelor Unite
Petraeus s-a retras în calitatea sa de militar activ din United States Army la data de 31 august 2011. Ceremonia retragerii sale oficiale a fost ținută la baza militară Joint Base Myer-Henderson Hall.

### Afacerea Petraeus și demisia sa

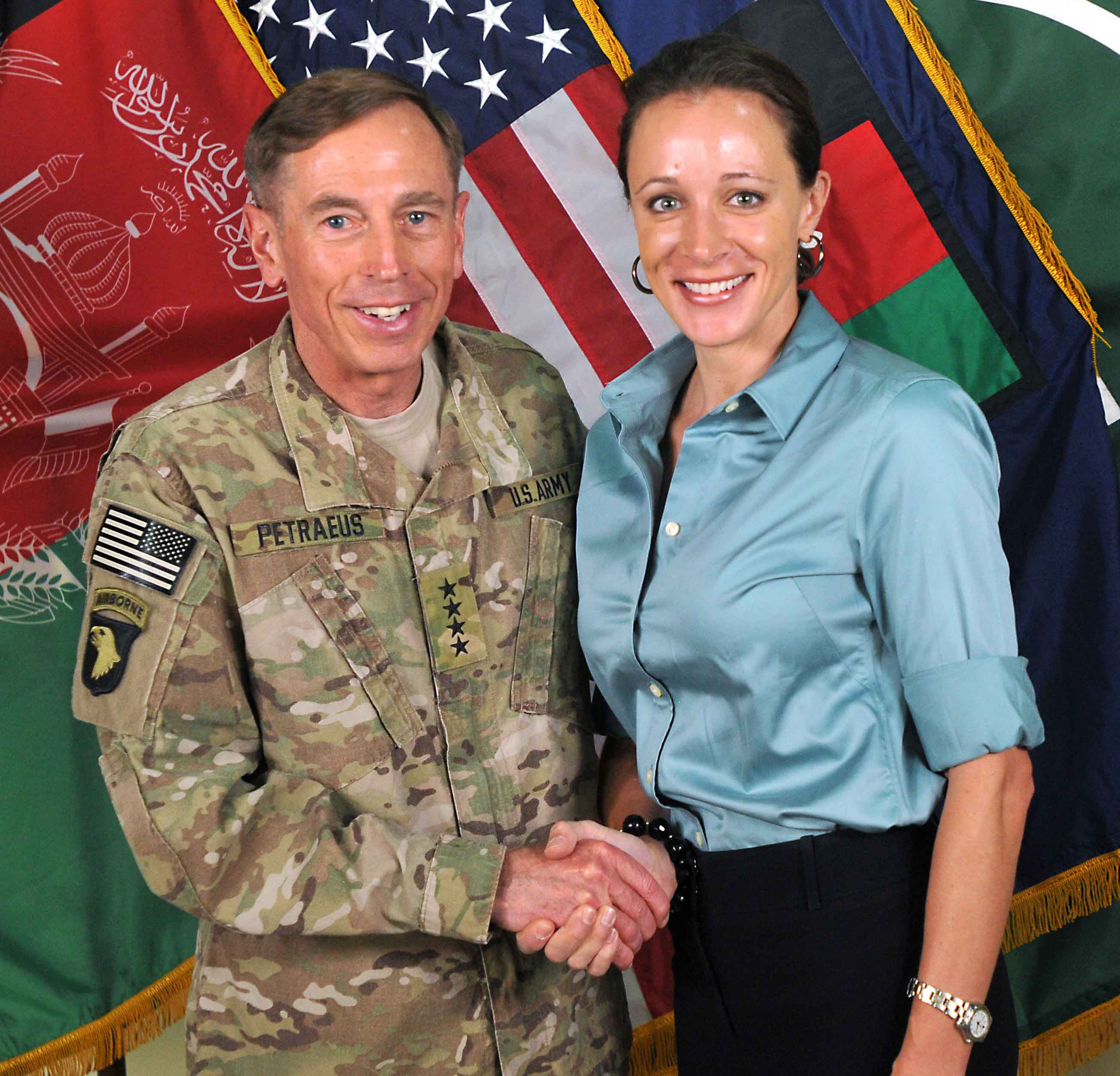
David Petraeus and Paula Broadwell in July 2011

## 2013 și ulterior
Petraeus a fost numit profesor invitat la Macaulay Honors College de la Universitatea City din New York în iulie 2013. Potrivit unei declarații a lui Petraeus, „Aștept cu nerăbdare să conduc un seminar la Macaulay care examinează evoluțiile care ar putea poziționa Statele Unite - și partenerii noștri nord-americani - să conducă lumea în afara actualei încetiniri a economiei globale." După ce salariul anticipat de 200.000 de dolari pentru anul universitar a atras focul criticilor, Petraeus a acceptat să preia funcția de profesor pentru doar 1 dolar pentru a păstra concentrarea pe studenți și departe de orice controversă monetară. În septembrie 2013, Petraeus a fost hărțuit de studenți de la CUNY în timp ce mergea pe campus.
La 1 mai 2013, Universitatea din California de Sud l-a numit pe Petraeus drept profesor Judge Widney, „un titlu rezervat persoanelor eminente din arte, științe, profesii, afaceri și conducere comunitară și națională."

## Recunoaștere și onoruri

### Decorații și distincții
Decorațiile și distincțiile generalului Petraeus includ următoarele:
| U.S. military decorations                                                                               |                                                                                |
| Bronze oak leaf cluster · Bronze oak leaf cluster · Bronze oak leaf cluster · Format:Ribbon devices/alt | Defense Distinguished Service Medal (with 3 Oak Leaf Clusters)                 |
| Bronze oak leaf cluster · Bronze oak leaf cluster · Format:Ribbon devices/alt                           | Distinguished Service Medal (with 2 Oak Leaf Clusters)                         |
| Bronze oak leaf cluster · Format:Ribbon devices/alt                                                     | Defense Superior Service Medal (with Oak Leaf Cluster)                         |
| Bronze oak leaf cluster · Bronze oak leaf cluster · Bronze oak leaf cluster · Format:Ribbon devices/alt | Legion of Merit (with 3 Oak Leaf Clusters)                                     |
| V · Format:Ribbon devices/alt                                                                           | Bronze Star (with V Device)                                                    |
| | Defense Meritorious Service Medal                                              |
| Bronze oak leaf cluster · Bronze oak leaf cluster · Format:Ribbon devices/alt                           | Meritorious Service Medal (with 2 Oak Leaf Clusters)                           |
| | Joint Service Commendation Medal                                               |
| Bronze oak leaf cluster · Bronze oak leaf cluster · Format:Ribbon devices/alt                           | Army Commendation Medal (with 2 Oak Leaf Clusters)                             |
| | Joint Service Achievement Medal                                                |
| | Army Achievement Medal                                                         |
| U.S. unit awards                                                                                        |                                                                                |
| Bronze oak leaf cluster · Bronze oak leaf cluster · Bronze oak leaf cluster · Format:Ribbon devices/alt | Joint Meritorious Unit Award (with 3 Oak Leaf Clusters)                        |
| | Army Meritorious Unit Commendation                                             |
| | Army Superior Unit Award                                                       |
| U.S. non-military decorations                                                                           |                                                                                |
| | State Department Secretary's Distinguished Service Award                       |
| | State Department Distinguished Honor Award                                     |
| | State Department Superior Honor Award                                          |
| U.S. service (campaign) medals and service and training ribbons                                         |                                                                                |
| Bronze star · Bronze star · Format:Ribbon devices/alt                                                   | National Defense Service Medal (with 2 Service Stars)                          |
| Bronze star · Bronze star · Format:Ribbon devices/alt                                                   | Armed Forces Expeditionary Medal (with 2 Service Stars)                        |
| Bronze star · Bronze star · Bronze star · Format:Ribbon devices/alt                                     | Afghanistan Campaign Medal (with 3 Service Stars)                              |
| Bronze star · Bronze star · Bronze star · Bronze star · Format:Ribbon devices/alt                       | Iraq Campaign Medal (with 4 Service Stars)                                     |
| | Global War on Terrorism Expeditionary Medal                                    |
| | Global War on Terrorism Service Medal                                          |
| | Armed Forces Service Medal                                                     |
| | Humanitarian Service Medal                                                     |
| | Army Service Ribbon                                                            |
| Format:Ribbon devices/alt                                                                               | Army Overseas Service Ribbon (with award numeral 8)                            |
| International decorations                                                                               |                                                                                |
| | United Nations Mission in Haiti (UNMIH) Medal                                  |
| Bronze star · Format:Ribbon devices/alt                                                                 | NATO Meritorious Service Medal Iraq & Afghanistan with bronze service star     |
| Bronze star · Bronze star · Format:Ribbon devices/alt                                                   | NATO Medal for Yugoslavia, NTM-I, Afghanistan with 2 bronze service stars      |
| Foreign state decorations                                                                               |                                                                                |
| | Honorary Officer of the Order of Australia, Military Division                  |
| Meritorious Service Cross (Canada)                                                                      | Meritorious Service Cross, Military Division (Canada)                          |
| | Cross of Merit of the Minister of Defence of the Czech Republic, 1st Grade     |
| | Commander of the Legion of Honour (France)                                     |
| Ribbon of the French commemorative Medal                                                                | French Military Campaign Medal                                                 |
| | Grand Officer's Cross of the Order of Merit of the Federal Republic of Germany |
| | Gold Award of the Iraqi Order of the Date Palm                                 |
| | Gold Cross of Merit of the Carabinieri (Italy)                                 |
| | Order of National Security Merit, Tong-il Security Medal (Korea)               |
| | Knight Grand Cross with Swords of the Order of Orange-Nassau (Netherlands)     |
| | Commander of the Order of Merit of the Republic of Poland                      |
| Polish Iraq Star                                                                                        | Polish Iraq Star                                                               |
| Polish Army Medal (Gold)                                                                                | Polish Army Medal, Gold                                                        |
| Romanian Emblem of Honor                                                                                | Romanian Chief of Defense Honor Emblem                                         |
| | Military Merit Order, First Class (United Arab Emirates)                       |
| | Vakhtang Gorgasali Order, 1st Rank (Government of Georgia)                     |

| U.S. badges, patches and tabs |                                                                                                  |
|                               | Expert Infantryman Badge                                                                         |
|                               | Combat Action Badge                                                                              |
|                               | Master Parachutist Badge (United States)                                                         |
|                               | Air Assault Badge                                                                                |
|                               | Army Staff Identification Badge                                                                  |
|                               | Office of the Joint Chiefs of Staff Identification Badge                                         |
|                               | Ranger tab                                                                                       |
|                               | 101st Airborne Division Shoulder Sleeve Insignia worn as his Combat Service Identification Badge |
|                               | 101st Airborne Division Distinctive Unit Insignia                                                |
|                               | 11 Overseas Service Bars                                                                         |
| Foreign badges                |                                                                                                  |
|                               | British Army Parachutist Badge                                                                   |
|                               | Basic French Parachutist Badge (franceză Brevet de Parachutisme militaire)                       |
|                               | German Parachutist Badge in bronze (germană Fallschirmspringerabzeichen)                         |
|                               | German Armed Forces Badge for Military Proficiency Bronze                                        |

### Grade onorifice
- Eckerd College, 23 mai 2010, honorary doctorate in laws[28]
- University of Pennsylvania, 14 mai 2012, honorary doctorate of laws[29]
- Dickinson College, 20 mai 2012, honorary doctorate of public service[30]

## Controverse
În noiembrie 2012, Petraeus a demisionat oficial din cauza unei relații extraconjugale, dar, potrivit unor observatori, motivul real ar putea fi eșecul de la Benghazi, unde în atacul contra consulatului american au murit ambasadorul SUA în Libia și alți doi funcționari.

## Lucrări de David Petraeus

### Lucrări publicate
- Lorenz, G. C.; Willbanks, James H.; Petraeus, David H.; Stuart, Paul A.; Crittenden, Burr L.; George, Dewey P. (1983). „Operation Junction City, Vietnam 1967 : battle book”. Ft. Leavenworth, KS: United States Army Command and General Staff College, Combat Studies Institute. OCLC 15637627. DTIC ADA139612[nefuncțională]
. line feed character în |id= la poziția 207 (ajutor)
- Petraeus, David H. (1983). "What is Wrong with a Nuclear Freeze," Military Review v.63:49–64, November 1983.
- Petraeus, David H. (1984). "Light Infantry in Europe: Strategic Flexibility and Conventional Deterrence," Military Review v.64:33–55, December 1984.
- Petraeus, David H. (1985). „Review of Richard A. Gabriel's The Antagonists: A Comparative Combat Assessment of the Soviet and American Soldier”. Military Affairs. Lexington, VA: Society for Military History (publicat la ianuarie 1985). 49 (1): 17–22. doi:10.2307/1988272. JSTOR 1988272. OCLC 37032240.
- Petraeus, David H. (1986), "Lessons of history and lessons of Vietnam", Parameters (Carlisle, PA: US Army War College) 16(3): 43–53, Autumn 1986.
- Petraeus, David H. (1987). „The American military and the lessons of Vietnam : a study of military influence and the use of force in the post-Vietnam era”. Princeton, NJ: Princeton University. OCLC 20673428.
- Clark, Asa A., Kaufman, Daniel J., and Petraeus, David H. (1987). "Why an Army?" Army Magazine v38(2)26–34, February 1987.
- Petraeus, David H. (1987). "El Salvador and the Vietnam Analogy", Armed Force Journal International, February 1987.
- Taylor, William J., Jr.; Petraeus, David H. (1987). „The legacy of Vietnam for the U.S. military”.  În Osborn, George K. Democracy, strategy, and Vietnam : implications for American policy making. Lexington, MA: Lexington Books. ISBN 978-0-669-16340-7. OCLC 15518468. Legătură externa în |publisher= (ajutor)
- Petraeus, David H. (1987). „Korea, the Never-Again Club, and Indochina”. Parameters. 17 (4). Carlisle, PA: U.S. Army War College (publicat la decembrie 1987). pp. 59–70. ISSN 0031-1723. OCLC 1039883. SuDoc No. D 101.72:17/4, GPO Item No. 0325-K, PURL LPS1511.
- Golden, James R.; Kaufman, Daniel J.; Clark, Asa A.; Petraeus, David H. (Eds)(1989),"NATO at Forty: Change Continuity, & Prospects". Westview Pr.
- Petraeus, David H. (1989). „Military Influence And the Post-Vietnam Use of Force”. Armed Forces & Society. Piscataway, NJ: SAGE Publications (publicat la 1989). 15 (4): 489–505. doi:10.1177/0095327X8901500402. OCLC 49621350.
- Petraeus, David H.; Brennan, Robert A. (1997). „Walk and Shoot Training”. Infantry Magazine. 87 (1). Ft. Benning, GA: U.S. Army Infantry School (publicat la 1997). pp. 36–40. Arhivat din original la 4 martie 2016. Accesat în 10 august 2011.[33]
- Petraeus, David H.; Carr, Damian P.; Abercrombie, John C. (1997). „Why We Need FISTs—Never Send a Man When You Can Send a Bullet” (PDF). Field Artillery. 1997 (3). Fort Sill, OK: US Army Field Artillery School (publicat la 1997). pp. 3–5. ISSN 0899-2525. OCLC 16516511. HQDA PB6-97-3, USPS 309-010, PURL LPS13201[nefuncțională]
, SuDoc No. D 101.77/2: 1997/3. Arhivat din original (PDF) la 27 septembrie 2007. Accesat în 26 august 2007. line feed character în |id= la poziția 151 (ajutor)
- „Lessons of the Iraq War and Its Aftermath”. Washington Institute for Near East Policy. 2004.
- (2006) "Learning Counterinsurgency: Observations from Soldiering in Iraq," Military Review[34]
- Petraeus, David H. (2006). „A Conversation with Lieutenant General David H. Petraeus” (PDF). Insights. 3 (1). Suffolk, VA: Lockheed Martin (publicat la martie 2006). pp. 2–5, 28–29. Arhivat din original (PDF) la 6 ianuarie 2009. Accesat în 6 ianuarie 2014.
- (2007) The US Army/Marine Corps Counterinsurgency Field Manual (Forward)"FM-3-24"[35]
- (2007) "Beyond the Cloister," The American Interest Magazine[36]
- Petraeus, David H. (2007). „Iraq: Progress in the Face of Challenge” (PDF). Army Magazine. 57 (10). Arlington, VA: Association of the US Army (publicat la octombrie 2007). pp. 115–123. Arhivat din original (PDF) la 26 octombrie 2007. Accesat în 6 ianuarie 2014.
- Petraeus, David H. (2010). „Counterinsurgency Concepts: What We Learned in Iraq”. Global Policy. 1 (1): 116–117. doi:10.1111/j.1758-5899.2009.00003.x.
- Petraeus, David H. (2010) "Shoulder to shoulder in Afghanistan Arhivat în 11 iunie 2011, la Wayback Machine.", Policy Options, April 2010.
- Petraeus, David H. (2011). „Ryan C. Crocker: Diplomat and Partner Extraordinaire” (PDF). Army Magazine. 61 (4). Arlington, VA: Association of the US Army (publicat la aprilie 2011). pp. 16, 18. Arhivat din original (PDF) la 30 aprilie 2011. Accesat în 6 ianuarie 2014.
- Petraeus, David H. (2012). „CIA's Directorate of Science and Technology, In-Q-Tel, and the Private Sector”. Intelligencer: Journal of U.S. Intelligence Studies. Falls Church, VA: Association of Former Intelligence Officers (publicat la 2012). pp. 7–10.
- Petraeus, David H.; Goodfriend, Sydney E. (2013). „Training Veterans for Their Next Mission”. Wall Street Journal. New York City, NY: Wall Street Journal (publicat la 26 martie 2013).
- Petraeus, David H.; O'Hanlon, Michael (2013). „An American future filled with promise”. Washington Post. Washington, D.C.: Washington Post (publicat la 7 aprilie 2013).
- Petraeus, David H.; O'Hanlon, Michael (2013). „Fund - don't cut U.S. soft power”. Politico. Arlington, VA: Politico (publicat la 30 aprilie 2013).
- Bremmer, Ian; Petraeus, David (2013). „Abe's electoral win is great news for Japan”. Financial Times (publicat la 22 iulie 2013).
- Petraeus, David; O'Hanlon, Michael (2013). „Petraeus and O'Hanlon: Compromise on budget”. USA Today (publicat la 4 august 2013).
- Petraeus, David H. (2013). „Reflections on the Counter-Insurgency Era”. RUSI Journal (publicat la 14 august 2013).
- Petraeus, David; O'Hanlon, Michael (2013). „The success story next door”. Politico (publicat la 24 septembrie 2013).
- Petraeus, David H. (2013). „How we won in Iraq: And why all the hard-won gains of the surge are in grave danger of being lost today”. Foreign Policy (publicat la 29 octombrie 2013).

## A se vedea și
- Iraq War troop surge of 2007
- MoveOn.org ad controversy
- All In: The Education of General David Petraeus